# Чемпион на миллион долларов
Чемпионство на миллион долларов (англ. Million Dollar Championship) — это титул по рестлингу в WWE. По сюжету это несанкционированный чемпионат, который не признается промоушеном, хотя обладатели титула защищают его, как если бы это был официальный титул. Был временно возрожден в 2021 году.
Первоначально титул был представлен «Человеком на миллион долларов» Тедом Дибиаси в 1989 году как несанкционированный чемпионат, когда промоушен ещё назывался WWF. Не имея возможности выиграть или купить титул чемпиона WWF, Дибиаси представил чемпионство на миллион долларов как свой титул, который он редко защищал. После того, как Дибиаси и Ирвин Р. Шистер выиграли командное чемпионство WWF в 1992 году, титул чемпиона на миллион долларов был заброшен. Титул возрождался трижды: первый в 1996 году для Рингмастера, второй — в 2010 году для сына Дибиаси — Теда Дибиаси-младшего и третий — в 2021 году для сюжетной линии бренда NXT с участием Дибиаси, Кэмерона Граймса и Эл Эй Найта.

## Список чемпионов
Хотя титул официально не признан WWE, между четырьмя рестлелами было пять чемпионов, а также три раза титул был вакантен. Тед Дибиаси был первым чемпионом и имеет наибольшее количество чемпионств — дважды. Его первое чемпионство также является самым продолжительным — 922 дня, и у него самое продолжительное общее чемпионство — 1010 дней. У Кэмерона Граймса самое короткое чемпионство — 1 день. Дибиаси также является самым старым чемпионом, выиграв титул в 35 лет, а его сын, Тед Дибиаси-младший, является самым молодым — 27 лет.
Титул был вакантным с 2010 по 2021 год. Был восстановлен в 2021 году, когда 13 июня чемпион был определён в матче с лестницами между Кэмероном Граймсом и Эл Эй Найтом на TakeOver: In Your House.
| № | Чемпион         | Дата            | Мероприятие             | Место проведения     | Количество поясов | Количество дней | Примечания |
| - | --------------- | --------------- | ----------------------- | -------------------- | ----------------- | --------------- | --- |
| 1 | Тед Дибиаси     | 15 февраля 1989 | Superstars of Wrestling | Бингемнтон, Нью-Йорк | 1                 | 922 дня         | Дибиаси придумал титул для себя и представил его 4 марта 1989 году и стал первым чемпионом                                                           |
| 2 | Вирджил         | 26 августа 1991 | SummerSlam              | Нью-Йорк             | 1                 | 72 дня          | |
| 3 | Тед Дибиаси     | 11 ноября 1991  | Suvivor Series          | Ютика, Нью-Йорк      | 2                 | 88 дней         | |
| - | Неактивно       | 7 февраля 1991  | Домашнее шоу            | Денвер, Колорадо     | -                 | -               | Тед Дибиаси отказался от титула после победы в матче за титул командных чемпионов WWF                                                                |
| 4 | Рингмастер      | 18 февраля 1995 | Raw                     | Ньюарк, Делавер      | 1                 | 152 дней        | Награжден титулом Тедом Дибиаси |
| - | Неактивно       | 28 мая 1996     | -                       | -                    | -                 | -               | |
| 5 | Тед Дибиаси-мл. | 5 апреля 2010   | Raw                     | Молин, Иллинойс      | 1                 | 222 дня         | Тед Дибиаси-старший подарил титул своему сыну |
| - | Неактивно       | 15 ноября 2010  | Raw                     | Херши, Пенсильвания  | -                 | -               | Тед Дибиаси-младший отдал титул своему отцу |
| 6 | Эл Эй Найт      | 13 июня 2021    | TakeOver: In Your House | Орландо, Флорида     | 1                 | 70              | Тед Дибиаси заявил что ЛА Найт и Кэмерон Граймс будут драться за этот титул в поединке с лестницами 13 июня 2021 года на NXT TakeOver: In Your House |
| 7 | Кэмерон Граймс  | 22 августа 2021 | TakeOver 36             | Орландо, Флорида     | 1                 | 1               | |
| - | Неактивно       | 23 августа 2021 | NXT                     | Орландо, Флорида     | -                 | -               | [ 5 ] |